# 대한민국 형법 제121조
대한민국 형법 제121조는 전시폭발물제조등에 관한 형법 각칙의 조문이다.

## 조문
제121조 【전시폭발물제조등】
전쟁 또는 사변에 있어서 정당한 이유없이 폭발물을 제조, 수입, 수출, 수수 또는 소지한 자는
10년 이하의 징역에 처한다.